# VS.乙女組
『VS.乙女組』（バーサスおとめぐみ）は、サカモトミクによる日本の漫画作品。
『ザ花とゆめ』（白泉社）にて2004年2月1日号・4月1日号・8月1日号に計3話が連載された。

## あらすじ
悪名高かった男子校、渋河工業高校はイメージアップを図るために、豪華特典を用意して女子のための家政科を新設した。しかし期待を大きく裏切る定員割れにより、女子クラスは即廃止が決定。かくして生まれた学校唯一の女子クラスは通称「乙女組」と呼ばれるようになり、男子生徒の憧れの的となる。しかし、体育の授業中の女子生徒を見ようとした男子生徒が窓から転落するという事故が起こり、男女の接触は一切禁止され、乙女組は籠のなかの鳥状態となる。同じ学校に通う幼馴染に恋をしている乙女組の「竜崎凛子」の恋路も前途多難となる。

## 登場人物
竜崎 凛子（りゅうざき りんこ）
乙女組（1年8組）の生徒。幼馴染の昂星のことが好き。昂星の家の空手道場に通っていた。5歳年上の姉と9歳年上の兄がいる。
藤島 昂星（ふじしま こうせい）
2年生。凛子の幼馴染。生徒会長。恋愛には鈍感。
佐々木 集（ささき しゅう）
1年7組の生徒。凛子のことが好き。窓から落ちた張本人で、男女接触禁止になったときには、周りからかなり責められる。
麗（うらら）
凛子の親友。いつも美容に気を遣っている。凛子の恋愛に関しては、脈のない昂星よりも集を応援する。
桃菜（もな）
凛子の親友。男子クラスに交際相手がいる。
阿蘭 智之（あらん ともゆき）
大仰な言動で独特の世界観を持つ英語教師。大方の生徒からは人気があるが、凛子と集には煩わしく思われる。

## 書誌情報
- サカモトミク 『VS.乙女組』 白泉社〈花とゆめコミックス〉 2004年10月発行、ISBN 4-592-18812-8